# Czitron József
Czitron József Jehósua (nevének írásváltozata Citron, Citrom), יהושע ציטרו (Hajdúdorog, 1895. november 8. – Budapest, 1957. február 8.) magyar rabbi.

## Élete
Édesapja, Czitron Farkas (Ákosfalva, 1854 – 1927) 1882-től a Dorogi Hitközség élén állt.
Bar micvája után jesivába ment, több Talmud-iskolába is járt. Előbb a bűdszentmihályi és szatmári rabbik tanítványa volt, majd a kor leghíresebb jesivájában, Hunfalván tanult.
A Szmichá megzerzése után elvette Günsz Jakab (1859–1924) hajdúböszörményi rabbi lányát, s a rabbi halála után 1925-ben őt választották a mintegy 900 főből álló hitközség rabbijának. Hajdúböszörményben egy kb. 40 fős jesivát vezetett.
1944-ben Ausztriába hurcolták, túlélve a vészkorszakot hazatért.
1946-ban lánya tanácsára elfogadta a soproni hitközség hívását. 1950-ben adta át helyét vejének, Krausz Arnold rabbinak, mert megkapta a budapesti ortodox hitközség rós bészdin (a rabbinátus elnöke) állását.
Az Ortodox Központi Iroda 1945 őszén megtartott, a felszabadulás utáni első országos értekezletén negyven rabbi vett részt. A régi rabbikarból megmaradt túlélők legtöbbje nem találta helyét, és csak néhány évig maradt itthon. A helyüket és feladatukat a fiatalok, vagy az eddigi rabbihelyettesek és metszők vették át. Az országos ügyeket szűkebb rabbibizottság intézte, amelynek Welcz Izrael, Jungreisz Sándor és Lebovits Jakab budapesti rabbik, valamint Szófer Johánán egri főrabbi mellett Czitron József is tagja lett. Közülük csak ő és Welcz Izrael töltött be rabbi állást 1944 előtt is, s amikor az Izrael létrejöttét követő kivándorlási hullám Welcz rabbit is magával ragadta, Czitron József maradt egyedüli hírmondónak a régi gárdából.
1950. február 20-án, a magyarországi zsidóság további életét meghatározó egyesülési kongresszuson már úgy is szólalt fel, mint a hagyományhűek szellemi vezetője. Ő lett a neológ rabbitestülettől független Ortodox Rabbitanács elnöke, s mint ilyet, az Ortodox Központi Iroda elsőként őt delegálta a volt ortodox, kongresszusi és status-quo hitközségek addigi képviseleteiből létrejövő új, egységes szervezet, a Magyar Izraeliták Országos Irodájának legfelső vezetőségébe. Fél évvel később, 1950 nyarán megválasztották budapesti ortodox rós bészdin-né, azaz a rabbinikus bíróság fejévé, s bár a főrabbi címet nem kapta meg hozzá, saját székhelyén, a Kazinczy utcai főtemplomon kívül harmincegy fővárosi templom és imaház, valamint tíznél több rabbi ügyei tartoztak hozzá.